# Перфильев, Степан Васильевич (1734)
Степа́н Васи́льевич Перфи́льев (1734—1793) — генерал-майор, активный деятель масонства, Санкт-Петербургский губернатор (1773—1774).

## Биография
Родился в 1734 году. Происходил из дворянского рода Перфильевых, восходящего к началу XVII века.
С 29 сентября 1756 года состоял комиссаром при Шляхетном корпусе; 20 марта 1758 года был произведён в поручики, а 16 ноября 1760 года — в капитан-поручики.
Был пожалован 31 декабря 1761 года флигель-адъютантом императора Петра III; ему было поручено наблюдение за заговорщиками Алексеем и Григорием Орловыми. В ночь с 27 на 28 июня 1762 года, когда А. Г. Орлов спешил в Петергоф к императрице Екатерине II с предупреждением, что капитан Пассек арестован и следует приступить к решительным действиям, Г. Г. Орлов оставался в Петербурге и задерживал при себе Перфильева, чтобы занять его и отвлечь от наблюдений.
В 1764 и 1765 годах Перфильев состоял вместе с князем И. С. Барятинским и С. А. Порошиным при цесаревиче Павле Петровиче в качестве одного из воспитателей. Будучи в чине полковника, он был избран депутатом от Судайского уезда в Комиссию о сочинении Нового Уложения 1767 году. В чине генерал-майора 28 мая 1773 года он был награждён орденом Св. Анны 1-й степени.
С 22 сентября 1773 года Перфильев был петербургским губернатором, — до 10 сентября 1774 года, когда был уволен в отставку .
С. В. Перфильев был в составе русской провинциальной великой масонской ложи; в 1773—1774 годах он состоял в должности великого провинциального хранителя сокровищ, а в 1782—1783 годах Новиков в письме к петербургскому масону А. А. Ржевскому даже рекомендовал Перфильева в будущие члены национального капитула.
Перфильев был в дружеских отношениях с Г. Р. Державиным и князем А. И. Мещерским. Знаменитую оду «На смерть Мещерского» Державин посвятил Перфильеву.
Умер 23 марта (3 апреля) 1793 года и 24 марта был похоронен на Лазаревском кладбище Александро-Невской лавры.